# الدوري النمساوي 1976–77
بوندسليغا النمسا لكرة القدم 1976-77 (بالألمانية: Österreichische Fußballmeisterschaft 1976/77)‏ هو الموسم 66 من  بوندسليغا النمسا لكرة القدم. أشرف على تنظيمه اتحاد النمسا لكرة القدم، وكان عدد الأندية المشاركة فيه  10، وفاز فيه واكر انسبروك.